# Distrito de Roble
El Distrito de Roble es uno de los distritos de la Provincia de Tayacaja, ubicada en el Departamento de Huancavelica, perteneciente a la Región Huancavelica, Perú.

## Historia
Fue creado el 27 de noviembre de 2015 durante el gobierno del presidente Ollanta Humala Tasso.
Durante los primeros años, la municipalidad distrital de Tintay Puncu era la encargada de la administración de recursos y servicios públicos del distrito de Roble, en tanto se elijan e instalen nuevas autoridades.
El 10 de diciembre de 2017 se realizaron las primeras elecciones municipales distritales, siendo elegido Gaudencio Torres Quispe.

## Autoridades

### Municipales
- 2019-2022[2]
  - Alcalde: Carlos García Candiote, del Movimiento Regional Ayni.
  - Regidores:

  1. Elvis Balvín Javier (Movimiento Regional Ayni)
  2. Elías Tambine Noa (Movimiento Regional Ayni)
  3. Luis Alberto Segura Tapia (Movimiento Regional Ayni)
  4. Catalina Santos Contreras (Movimiento Regional Ayni)
  5. Leonidas Noa Alcocer (Movimiento Independiente Trabajando para Todos)

Alcaldes anteriores
- 2018:[3] Gaudencio Torres Quispe, del Movimiento Independiente Trabajando para Todos.